# Gap (Skating)
In der „Fachsprache“ des Skateboardens wird ein zu überwindender Zwischenraum als Gap (engl.: Abstand, Lücke) bezeichnet. Auch Snowboarder und Inlineskater benutzen diesen Ausdruck.
Ein solches Gap könnte eine Treppe, ein Wassergraben, ein Geländer, ein Abhang aber auch ein Abstand zwischen zwei Rampen sein, welchen es zu überspringen bzw. herunterzuspringen gilt.
Es kann sich dabei aber auch um einen bestimmten Abstand handeln, der mit einem Slide oder Grind (siehe Skateboard → 2 Skateboardtricks) überwunden werden soll. Es gibt jedoch noch vielfältige andere Möglichkeiten, wie ein Gap aussehen kann, denn es hängt immer vom Skater ab, was er als Gap nutzen will und ihm sind dabei nur die Grenzen des eigenen Könnens gesetzt.
Eine besondere Rolle spielen Gaps im sog. Streetskaten (siehe Skateboard → 1 Disziplinen), welchem seit Anfang der 1990er Jahre die größte Bedeutung im „Skate-Sport“ zukommt. So wurden die Gaps im Laufe der Jahre immer höher und weiter. Dabei sollten zwei Skater auf jeden Fall genannt werden:
Der Streetskater Jamie Thomas, welcher immer wieder Grenzen in Sachen Höhe und Weite der gesprungenen Gaps sprengte (sprang z. B. das berüchtigte „Leap of Faith“-Gap in Kalifornien; zu sehen im Video „Thrill Of It All“ des Skateboardherstellers Zero).
Und der Halfpipe-Skater Danny Way, welcher den derzeitigen Weltrekord für den weitesten Air (siehe Skateboard → Disziplinen) mit einer Distanz von ca. 25 Metern und den Rekord für den höchsten Air mit ca. 8 Metern hält. Zu sehen ist dieser beeindruckende Weltrekordversuch im 2003 erschienenen Video der Skateschuhfirma DC.